# Whitwell, Norfolk
Whitwell var en civil parish fram till 1935 när den uppgick i civil parish Reepham, i grevskapet Norfolk i England. Civil parish var belägen 12 km från Aylesham och hade 327 invånare år 1931. Byn nämndes i Domedagsboken (Domesday Book) år 1086, och kallades då Witewella.